# Cola natalensis
Cola natalensis là một loài thực vật có hoa trong họ Cẩm quỳ. Loài này được Oliv. mô tả khoa học đầu tiên năm 1882.